# Anthochaera chrysoptera
Anthochaera chrysoptera là một loài chim trong họ Meliphagidae.
Loài chim này được tìm thấy ở ven biển và gần bờ biển đông nam nước Úc.
Loài này được mô tả ban đầu bởi nhà nghiên cứu chim John Latham trong năm 1802. Tên cụ thể của loài chim này bắt nguồn từ tiếng Hy Lạp cổ đại chryso "vàng", và pteron "cánh".

## Hình ảnh

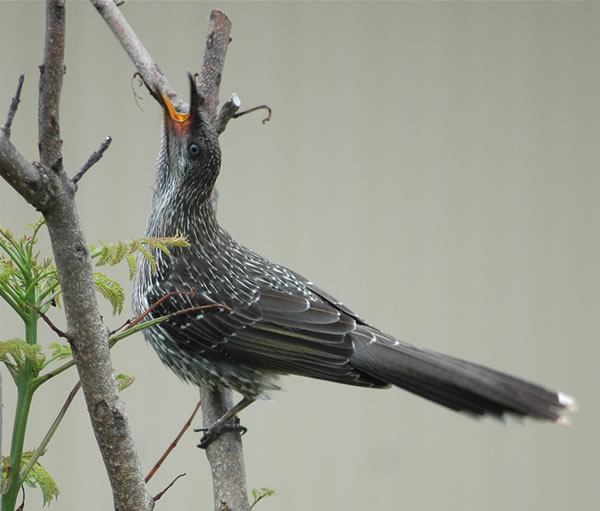
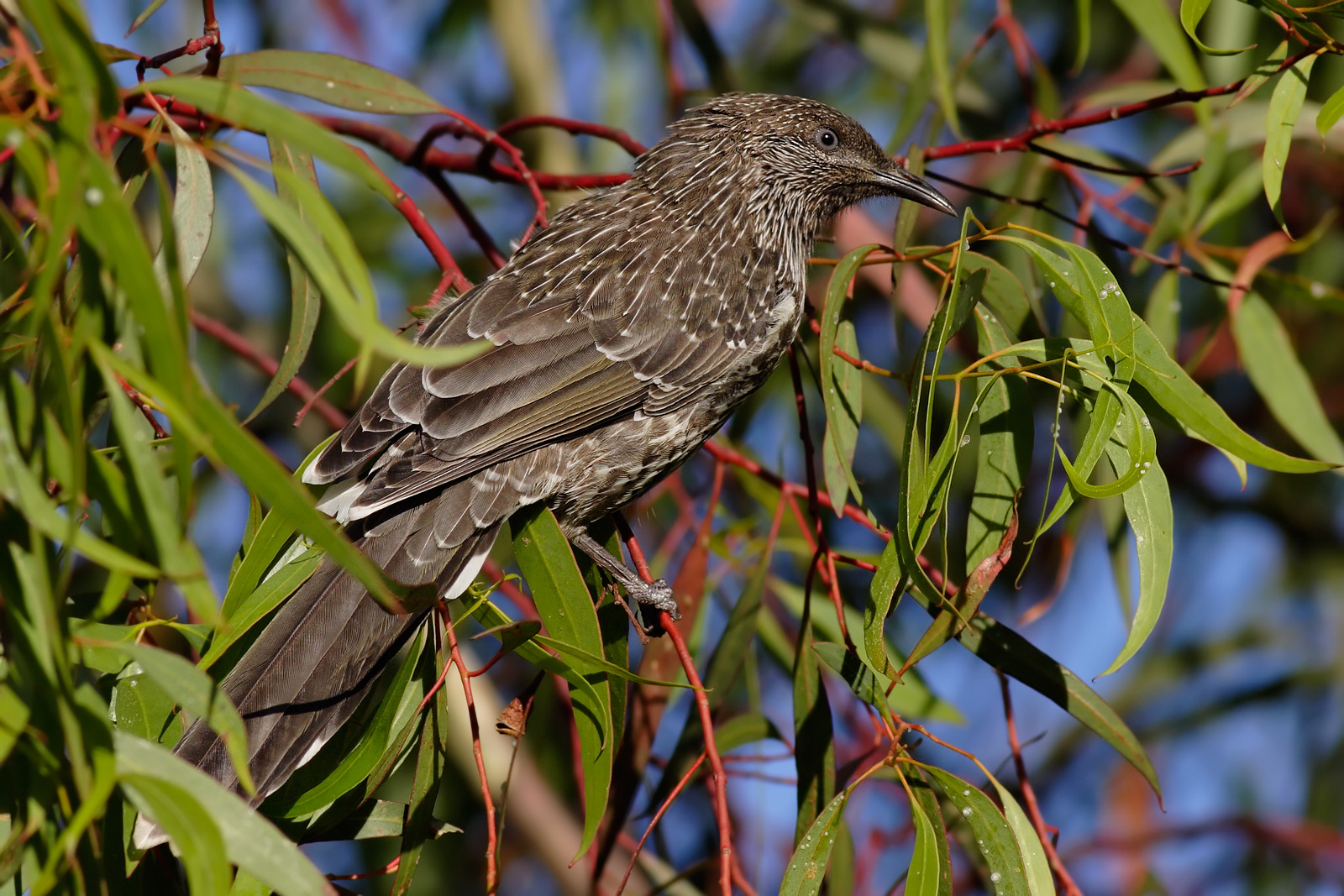
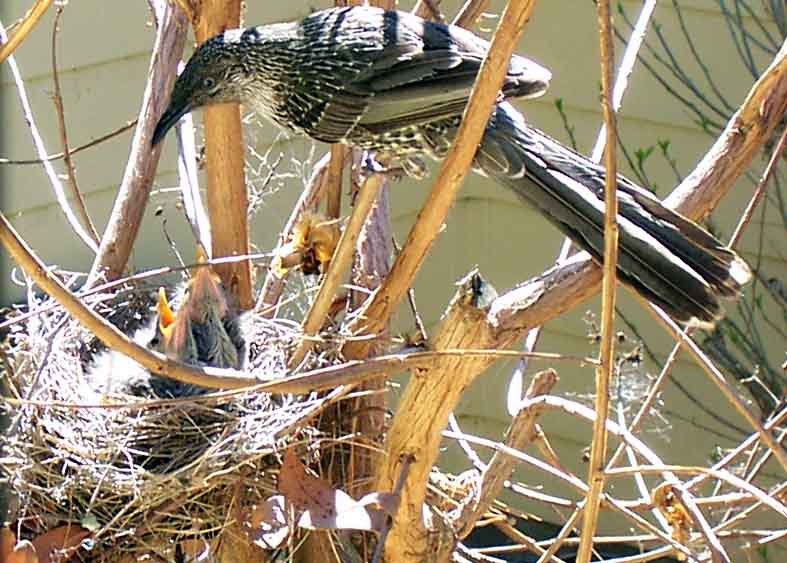
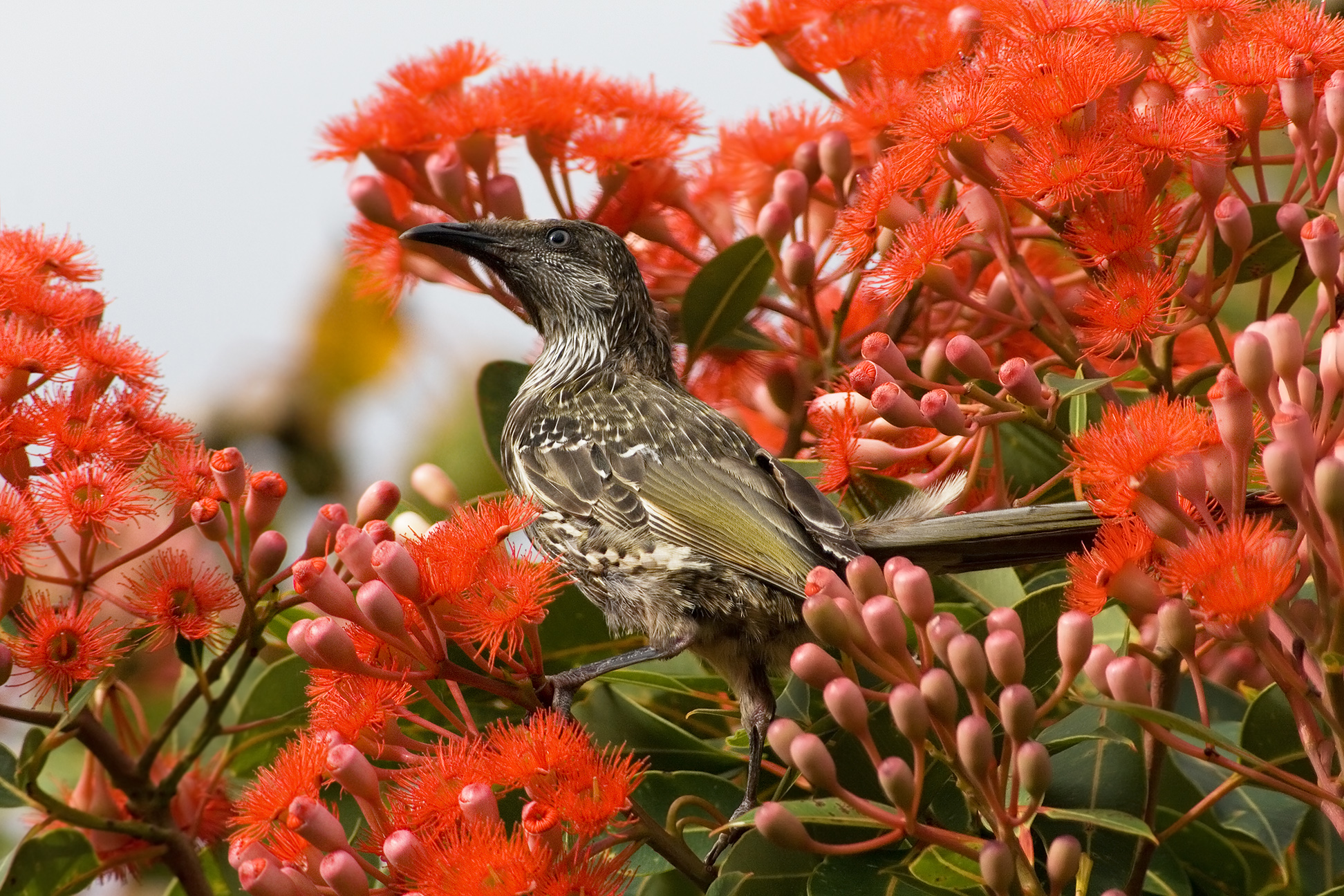
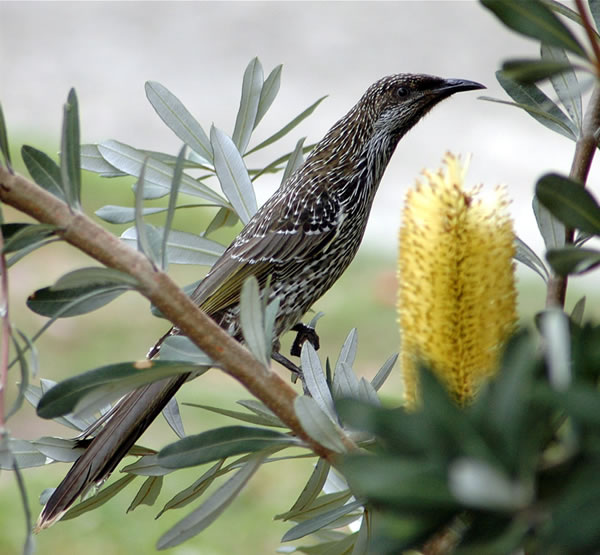